# El juego del ángel
El juego del ángel es una novela de Carlos Ruiz Zafón publicada en 2008. Es el segundo libro de la saga del Cementerio de los libros olvidados. La tirada inicial prevista batió todos los récords editoriales del país, con un millón de ejemplares.
El juego del ángel es la segunda entrega de un ciclo de cuatro novelas iniciado con La sombra del viento, interconectadas y ambientadas en la Barcelona misteriosa y gótica que va desde la era de la revolución industrial hasta los años posteriores a la guerra civil española. Los cuatro relatos, independientes y autosuficientes en sí mismos, compartirán algunos personajes y escenarios, centrados en El cementerio de los libros olvidados, la familia Sempere y su librería, el señor Barceló, Isaac Monfort, el guardián, y Don Anacleto, vecino de los Sempere.
El juego del ángel: En la turbulenta Barcelona de los años 20 un joven escritor obsesionado con un amor imposible recibe la oferta de un misterioso editor para escribir un libro, a cambio de una fortuna y, tal vez, mucho más. Con estilo deslumbrante e impecable precisión narrativa, el autor de La Sombra del Viento nos transporta de nuevo a la Barcelona de El Cementerio de los Libros Olvidados para ofrecernos una aventura de intriga, romance y tragedia, a través de un laberinto de secretos donde el embrujo de los libros, la pasión y la amistad se conjugan en un relato magistral.

## Argumento
"Un escritor nunca olvida la primera vez que acepta unas monedas, o un elogio a cambio de una historia. Nunca olvida el dulce veneno de la vanidad."
 El juego del ángel

David Martín es un escritor con talento y sin éxito que reside en la Barcelona de los años 20. Tras trabajar en un periódico, publicar obras bajo pseudónimo y ayudar a escribir la obra de su gran amigo, hijo de un gran comerciante, la vida de David Martín da un cambio radical: la mujer de la que está enamorado se casará con su amigo y él descubre que tiene un cáncer terminal.
Es entonces cuando vuelve a encontrarse con alguien a quien ya conoció, en extrañas circunstancias, años atrás: el misterioso Andreas Corelli. Éste le propone un trato: si escribe un libro para él, le curará su enfermedad. Pero no un libro cualquiera: Andreas Corelli quiere crear una nueva religión y que David Martín la escriba. No es la única persona que aparece en su vida: Isabella, una joven que quiere ser escritora, empieza a trabajar como su ayudante y acabará por convertirse en una persona muy importante para él. El lector acabará por descubrir que Isabella no es otra que el nexo de unión entre "El juego del ángel" y "La sombra del viento".

## Personajes
- David Martín. El protagonista. Es hijo de un veterano de la guerra de Filipinas que trabaja como guardia de seguridad para La Voz de la Industria. Se inicia como folletinista en este diario barcelonés y después obtiene un gran éxito como autor de seriales llamados La Ciudad de los Malditos bajo el pseudónimo de Ignatius B. Samson.

- Pedro Vidal. Hijo del principal accionista de La Voz de la Industria, es la firma estrella del diario y autor de novelas galantes. Conoce muy bien a la alta sociedad y la vida nocturna barcelonesa. Toma bajo su protección a David. Admirado y querido por todos, incluyendo a David y Cristina. Descrito por David como "un galán de sesión de tarde, con su pelo rubio y siempre bien peinado, su bigote a lápiz y la sonrisa fácil y generosa de quien se siente a gusto en su piel y en el mundo."[8]

- Cristina Sagnier. Hija del chófer de los Vidal. David y Pedro Vidal serán sus figuras de referencia sentimental desde la adolescencia. Ella será la manzana de la discordia entre los personajes de Pedro Vidal y David Martín.

- Andreas Corelli. Inquietante propietario de las Édiciones de la Lumière de París. Su primer contacto con David será para invitarle a una visita sorpresa al cabaré El Ensueño del Raval. Luego irá apareciendo en su vida cada cierto tiempo, hasta que decide hacerle una tentadora proposición, la de escribir cierto libro sin precedentes. Es un personaje misterioso y oscuro, de presencia mefistofélica y a cuyo alrededor se crea un ambiente intimidante, seductor, sospechoso pero al mismo tiempo atractivo.[9] Es caracterizado por un pequeño broche plateado en la solapa de la chaqueta, un ángel de alas desplegadas.[10] Adentrada la historia, se va revelando la auténtica naturaleza de Corelli y su verdadero papel en ella.

- Sr. Sempere. Él es el dueño de una librería de viejo en la calle Santa Anna, Sempere e Hijos, el "lugar favorito de toda la ciudad"[11] de David. Su segundo hogar. Es un hombre grande de edad; con solo un hijo por descendencia, y un gran cariño por David. Dispuesto a ayudarlo en lo que sea. Él será el que le guíe al cementerio de los libros olvidados.

- Isabella Gispert. Hija de los propietarios de un almacén próximo a la casa del narrador. Inteligente, con vocación literaria y hábito para la limpieza y el orden. El personaje de una muchacha tímida que camina con "la mirada clavada en los pies."[7] Admiradora del trabajo de David. Y aspirante a ser una escritora reconocida.
- Diego Marlasca. Antiguo socio del bufete Valera. Abandonó su profesión de abogado y a su mujer para hacerse escritor después de la pérdida de su hijo. Residió y fue propietario de la casa que alquila David hasta su desaparición, y en ella escribe el libro Lux Aeterna para Andreas Corelli.
- Alicia Marlasca. Viuda de Diego Marlasca.
- Irene Sabino. Actriz de teatro, amante de Diego Marlasca. Acompañada a este en las sesiones de espiritismo para contactar con su hijo fallecido.

- Víctor Grandes. Inspector de policía de Barcelona, con fama de íntegro y rudo. Investigará los crímenes que se den en la segunda mitad de la novela.
- Marcos y Castelo. Agentes de policía  al servicio de Grandes, los cuales hacen el trabajo sucio para este.

- Ricardo Salvador. Expolicía, en su tiempo fue el encargado de investigar la muerte de Marlasca.

- Sebastián Valera. Abogado, hijo de Soponcio Valera, socio de Marlasca.

- Damián Roures. Director de las sesiones de espiritismo a la que acudían Irene Sabino y Diego Marlasca.

- Jaco Corbera. Representante de Irene Sabino. Al parecer se fugó con el dinero de Marlasca al morir.

- José Antonio Martín Clarés. Padre de David. Participó en la guerra de Filipinas y después de su regreso fue abandonado por su mujer. Murió, cuando David tenía ocho años, tiroteado en un callejón.